# Герой из народа
«Герой из народа» (иер. трад. 人民英雄, кант.-рус.: Янь ман ин хунг, англ. People's Hero) — гонконгская криминальная драма 1987 года, режиссёр Дерек И. Главные роли исполнили Ти Лун, Тони Люн Чу Вай, Тони Люн Ка-фай, Элэйн Цзинь, Пол Чунь, Боуи Лам и Рональд Вон.
Картина получила 3 номинаций на 7-й Гонконгской кинопремии. Фильм завоевал победы в 2 номинациях: «Лучшая женская роль второго плана» (Элэйн Цзинь) и «Лучшая мужская роль второго плана» (Тони Люн Чу Вай).

## Сюжет
Бывший гангстер Сонни Ку (Ти Лун) оказывается в центре ограбления банка двумя неопытными грабителями (Рональд Вон и Тони Люн Ка-фай). Эпилептический припадок одного из них приводит к тому, что ограбление срывается. Но прежде чем порядок удаётся восстановить, Сонни берёт управление в свои руки. Он использует ситуацию с заложниками в своих интересах и использует клиентов и персонал банка в качестве рычага давления, чтобы освободить свою девушку из тюрьмы.

## В ролях
- Ти Лун — Сонни Ку, бывший гангстер
- Тони Люн Чу Вай — Сай
- Тони Люн Ка-фай — Капитан Чан, переговорщик по захвату заложников
- Элэйн Цзинь — Лотус
- Пол Чунь[англ.] — Капитан Чанг
- Боуи Лам[англ.] — К.В. Пун
- Рональд Вон — Уильям Вонг (Бони)
- Сабрина Хо — клиент банка
- Бенц Конг — клиент банка
- Джесси Ли — клиент банка

## Награды и номинации
| Награды                    | Награды                           | Награды              | Награды   |
| Кинопремия                 | Категория                         | Лауреат / претендент | Результат |
| -------------------------- | --------------------------------- | -------------------- | --------- |
| 7-я Гонконгская кинопремия | Лучшая мужская роль второго плана | Тони Люн Ка-фай      | Победа    |
| 7-я Гонконгская кинопремия | Лучшая мужская роль второго плана | Рональд Вон          | Номинация |
| 7-я Гонконгская кинопремия | Лучшая женскую роль второго плана | Элэйн Цзинь          | Победа    |
| 24-я Золотая лошадь        | Лучшая мужская роль               | Ти Лун               | Номинация |
| 24-я Золотая лошадь        | Лучшая мужская роль второго плана | Рональд Вон          | Номинация |